# خنفساء خلايا النحل
خنفساء خلايا النحل من عائلة Nitidulidae حشرة متطفلة على عسل النحل داخل الخلية فعند اصابة الخلية بيرقات الخنفصاء تبدأ هذه اليرقات في التهام العسل وحبات اللقاح داخل قرص العسل محدثة اضرار اقتصادية على المزارع موطن خنفساء عسل النحل جنوب أفريقيا
الاسم: خنفساء خلايا النحل الصغيرة Aethina tumida وهي تتبع عائلة Nitidulidae من رتبة Coleoptera
الوصف:
```
الأفراد البالغة واليرقات من هذه الخنفساء توجد في طوائف النحل النشطة وكذا في أدوات النحالة المخزنة حيث تتغذي 
```

علي العسل وحبوب اللقاح.
الأفراد البالغة خنافس عريضة مفلطحة طولها حوالي 5.7مم (حوالي 1/4 بوصة) وعرضها حوالي 3.2مم. لونها بني
```
داكن يقترب من الأسود وبعد التعذر مباشرة يكون لون الأفراد أحمر يتحول إلي الأسود بعد فترة قصيرة وتتحرك الأفراد
البالغة بسرعة فوق القرص ومن الصعب التقاطها.
```

اليرقات مطاولة لونها أبيض غير ناصع مع صفوف من نتوءات أو شوكات علي طول الظهر. وتبدو اليرقات ظاهرياً مثل
```
يرقات دودة الشمع ولكن أرجل يرقات هذه الخنفساء أكبر وأكثر وضوحاً وتمتد الأرجل حتي منطقة الرأس.
```

يرقات هذه الخنفساء لاتغزل خيوطاً أو شرانق في خلية النحل ولكنها تفضل أن تدخل في طور العذراء في التربة خارج
الخلية والعذراء لونها بني فاتح.
اليرقة تعادل 1/3 حجم نحلة العسل تقريبا ويمكنها الانتشار بين المناحل عن طريق نقل التربة المصابة أو بواسطة الطيران
```
لأكثر من 5 كيلو مترات (حوالي 3 أميال) لتصيب خلايا جديدة.
```

الشكل المعتاد للحشرة
الموطن:
```
هذه الخنفساء موطنها جنوب أفريقيا وكان أول تسجيل لها في نصف الكرة الغربي حيث اكتشفت في منحل تجاري بولاية
فلوريدا الأمريكية في شهرمايو 1998 وتم الحصول علي عينات منها من طوائف النحل بالقرب من ولايتي أتلانتا
وجورجيا في يونيه 1998 وعرفت علي أنها Aethina tumida في 13 يوليه 1998.
```

تحتاج هذه الخنفساء 3881 يوماً للتطور من البيضة إلي الحشرة الكاملة ومن الممكن أن يكون لها 5 أجيال في السنة
```
تبعاً للظروف المناخية.
```

الضرر:
```
في أفريقيا يكون سلوك الخنفساء كحشرة كانسة في طوائف النحل الضعيفة حيث تشبه كثيراً دودة الشمع الكبيرة وتصبح
بالتالي آفة ثانوية ولكن هذا لم يكن معروفا لدي النحالين في فلوريدا حيث سببت لهم هذه الخنافس خسائر فادحة وفقد
في الطوائف نتيجة لوجود أنفاق يرقات الخنافس داخل الأقراص وقتل حضنة النحل وتخريب الأقراص.
```

فاليرقات يمكنها أن تسبب خسارة كبيرة للأقراص الممطوطة حديثاً والتي تكون رقيقة وكذلك أقراص الحضنة الصلبة
القديمة والتي تبدو مقاومة للإصابة الشديدة باليرقات بدون تحطيمها.
وقد وجد النحل في فلوريدا يهجر الأقراص داخل الخلايا بمجرد حدوث الإصابة، والخنافس تتبرز في العسل وتسبب تخمره
```
وتسبب خسارةٍ كبيرة في القطاعات العسلية وكذا أقراص العسل. والعسل الذي تلوث لايبقي سليما لفترة طويلة وفوق
ذلك يصبح طعمه غير مستساغ للنحل وبالتالي لايمكن استعماله في التغذية ويلاحظ أن العسل المتخمر رائحته تشبه رائحة
البرتقال المتعفن.
```

وفي حالات الإصابة الشديدة في فلوريدا كانت اليرقات بالآلاف قد لوحظت زاحفة خارج مداخل الخلايا أو علي أقراص
```
العسل في العاسلات باذلة جهداً كبيراً للوصول إلي التربة لتحفر فيها وتكمل دورة حياتها وهذا ما أدي إلي اعتبار أن 
```

سلوك الخنافس في فلوريدا يكون أكثر ضرراً عن ذلك الضرر الحادث في جنوب أفريقيا حيث تحدث هذه الحالة غالباً مع
```
آفات الكائنات الحية التي يتم استيرادها أو جلبها لأماكن جديدة بدون تواجد أمراضها ومفترساتها وطفيلياتها الطبيعية
```

والتي تحفظ تعدادها وتحد منه.
الوقاية والمقاومة:
مجرد الاشتباه أو وجود خنفساء A. tumida يقترح اتباع الاحتياطات والتدابير التالية:
1 الحفاظ علي النظافة خارج وحول غرف العسل ولاتترك أقراص العسل لفترة طويلة قبل فرزها وكذلك لايترك الشمع
```
الناتج من الفرز معرضاً لفترات طويلة فالخنافس يمكنها التكاثر والانتشار بسرعة في وجود العسل المخزن وخاصة بعيداً
عن النحل الحارس.
```

2 لاتكدس أو تخزن أقراص العسل المصابة في الخلايا القوية.
3 عليك أن تعلم أن نقل العاسلات وعمل التقسيمات وتبديل الأقراص يمكن أن يساعد علي نشر الخنافس أو إصابة غرف
```
العسل بالخنافس لتتمكن من التكاثر بعيداً عن تجمع النحل أو النحل الحارس.
```

4 ملاحظة الطوائف التي تظهر بها ظاهرة سلوك التنظيف من حيث قابليتها لسرعة تخليص نفسها من كل من اليرقات
```
والأفراد البالغة من الخنفساء فالملكات الحاملة لهذه الصفة وجد أنها مقاومة للإصابة بهذه الخنافس فيجب الإكثار م
هذه الملكات.
```

5 تجربة المصايد والتي يمكن استعمالها لصيد يرقات الخنافس أثناء محاولتها الوصول للتربة للتعذر ونقل الخلايا ربما
```
ينصح به لمنع أعداد الخنافس من التزايد في المنحل فقابلية الخنافس لإكمال تطورها ربما يختلف طبقاً لاختلاف ظروف
التربة وبالتالي قد يجد النحال بعض المواقع التي تكون طبيعتها أقل عرضه للإصابة بالخنافس.
```

6 حشرة نمل النار Fire ants ربما تكون حشرة نافعة في مثل هذا المجال إذا وجدت لتفترس عذاري الخنافس الموجودة في التربة المجاورة
```
للخلايا.
```

7 النحل لن يقوم بتنظيف الأدوات أو أقراص العسل المليئة بالعسل المتخمر بفعل الخنافس إلا إذا قام النحال بتنظيف
```
أغلب العسل من الأقراص أولاً بقدر الإمكان باستعمال خرطوم مياه بضغط عالي.
```

8 معالجة التربة أمام الخلايا المصابة بمبيد حشرات التربة Gard star TM أو أي منتج شبيه به ومعتمد.
9علاج الطوائف بحمض الفورميك باستعمال جهاز الفاروفورم حيث إن حامض الفورميك يؤثر تأثيراً مباشراً علي الحشرة
```
المذكورة وعلي طفيل الفاروا والطفيليات الأخرى وليس له تأثير ضار علي نحل العسل.
```